# Black Lagoon
Black Lagoon (ブラック・ラグーン, Burakku Ragūn, lit. "Lagoa Negra") é uma série de mangás escrita e ilustrada por Rei Hiroe, e publicada na Shogakukan's Sunday GX desde 2002. Uma série animada de televisão baseada no mangá foi ao ar no Japão entre 8 de abril e 24 de junho de 2006, totalizando 12 episódios. Uma segunda temporada, intitulada "The Second Barrage", foi ao ar por 20 semanas a partir do dia 2 de outubro de 2006, tenho outros 12 episodios. Uma terceira temporada foi anunciada na capa do primeiro volume da adaptação do romance. No Brasil, a série é licenciada pela Panini Comics desde 2008.

## Enredo
A série conta a história de uma equipe de piratas/mercenários conhecida como Companhia Lagoon, que contrabandeia cargas nos mares do Sudeste da Ásia nos anos 1990. Sua base de operações está localizada na cidade fictícia de Roanapur, na Tailândia, e eles transportam as cargas no torpedeiro Black Laggon. Quando estão em terra firme, eles se movimentam e cuidam dos negócios no Plymouth Road Runner 1968 de Benny, embora no episódio 25 (1º episódio dos 5 OVAs) ele é visto dirigindo um Pontiac GTO 1965 depois que seu Roadrunner explodiu no episódio 17. A Companhia Lagoon faz negócios com vários clientes, mas tem uma relação particularmente amigável com o cartel crimonoso Russo Hotel Moscou. A equipe aceita várias missões - que podem envolver tiroteios violentos, combate "mano-a-mano", e batalhas náuticas - em várias localidades do Sudoeste da Ásia; quando não estão em missão, os membros da Companhia Lagoon gastam a maior parte do tempo no "The Yellow Flag", um bar em Roanapur que é frequentemente destruído em tiroteios.

## Personagens principais
Em Black Lagoon há vários personagens, muitos deles envolvidos no submundo do crime e seus negócios e em Roanapur.  
| Rock |  |  |  |  |
| - Característica: É o personagem principal da série. Ele é um empregado honorário japonês que se junta ao grupo Black Lagoon depois de eles sequestram-no. Rock não luta mas é um excelente negociador e tradutor, e aparentemente é encarregado da parte da contabilidade da Companhia Lagoon. Ele também se assusta com os métodos utilizados por Revy para atingir suas metas. - Personalidade INFJ: Idealistas quietos e místicos, porem muito inspiradores e incansáveis. |  |  |  |  |
| |  |  |  |  |
| Revy |  |  |  |  |
| - Característica: É a protagonista feminina da série. Ela fornece a parte braçal da Companhia Lagoon. Ela é descendente chinesa e cresceu na cidade de Nova York. Revy é excepcionalmente habilidosa em usar armas de fogo nas batalhas, mas não é uma pessoa muito sociável. Ela se diverte matando seus inimigos e dificilmente interrompe para negociar. Apesar do seu comportamento tranquilo, a sua tendência de sentir prazer em tirar a vida dos outros é uma consequência da sua instabilidade emocional interna, como mostrado pelas seus conflitos com o Rock. As suas armas são um par de pistolas 9mm Beretta 92F "Sword Cutlass Especial". Seu apelido "Two Hands" representa sua habilidade em usar as duas pistolas simultaneamente. - Personalidade ESTP: Pessoas inteligentes, energéticas e perceptiva, que realmente gostam de arriscar. |  |  |  |  |
| |  |  |  |  |
| Dutch |  |  |  |  |
| - Característica: É o líder da "companhia comercial" Lagoon. Ele é o capitão do barco Black Lagoon, e comanda a sua tripulação. Embora raramente ele participe das batalhas, é um adversário mortal, decorrente do seu tempo como soldado da Guerra do Vietnã. - Personalidade ISTP: Experimentadores práticos e ousados, mestre em todos os tipos de ferramentas. |  |  |  |  |
| |  |  |  |  |
| Benny |  |  |  |  |
| - Característica: É um estudante pós-graduado da Universidade da Flórida Central. Ele é de descendência Judaica e serve como um expert em tecnologia da Lagoon. Assim como Rock, ele não usa armas de fogo e não tem a capacidade de matar a sangue frio. Entretanto, ele é totalmente dedicado ao trabalho e disposto a supervisionar quase tudo para concluir seu trabalho. - Personalidade INTP: Criadores inovadores com uma sede insaciável por conhecimento. |  |  |  |  |
| |  |  |  |  |

## Mídias
A primeira temporada de Black Lagoon consiste nos episódios 1 a 12. A segunda temporada vai dos episódios 13 ao 24 e é intitulada Black Lagoon: The Second Barrage. A segunda temporada se concentra menos nos personagens em si em relação à primeira temporada, e mostra mais os trabalhos que eles fazem. Uma terceira temporada foi anunciada na capa do light novel.
Seis DVDs que contêm os episódios 1-24 foi lançado, completando a primeira e segunda temporadas. O lançamento do primeiro DVD da The Second Barrage foi agendado inicialmente para 20 de novembro de 2007, mas foi cancelado. Entretanto, o primeiro volume foi lançado eventualmente em agosto de 2008.
Depois de serem lançados individualmente, com o volume 1 tendo uma versão limitada contendo um box exclusivo que vêm com um disco bônus com espaço para todos os três volumes, o box da primeira temporada completa foi lançada em 30 de dezembro de 2008. O quarto disco extra, disponível no box da primeira temporada, tem 15 minutos de making of com a equipe americana e dubladores, o vídeo clip de "Red Fraction" cantada por Mell, vídeos promocionais, as aberturas e encerramentos sem créditos, e a abertura japonesa. Os volumes da The Second Barrage foram lançados da mesma maneira, com o conjunto de boxes lançados nos Estados Unidos em 14 de abril de 2009, uma caixa com os episódios 13-24 distribuídos em 3 discos com áudio em inglês e japonês e legendas em inglês. O disco extra do conjunto de boxes inclui vídeos promocionais e a abertura e o encerramento sem créditos.